# Vénus de Willendorf
La Vénus de Willendorf est une statuette en calcaire du Paléolithique supérieur, attribuée à la période du Gravettien, découverte lors de travaux de construction sur une ligne de chemin de fer en 1908 à Willendorf, en Autriche.
Elle est conservée au Musée d'histoire naturelle de Vienne, en Autriche.

## Description
La statuette est en calcaire oolithique et mesure 11 cm de hauteur. Elle représente une femme nue debout, les bras reposant sur ses seins. Certains aspects de son corps, qui ont à voir avec la reproduction — ventre arrondi de femme probablement enceinte, amples fesses, larges seins gonflés — ont tous été soulignés, ce qui laisse penser (sans pouvoir être prouvé) qu'elle représente une déesse de la fécondité. La tête, finement gravée, est penchée en avant et semble être entièrement recouverte par des tresses enroulées. La loi de frontalité, c'est-à-dire de symétrie, est respectée.
Des restes de pigments laissent supposer qu'originellement la statuette était peinte en rouge.

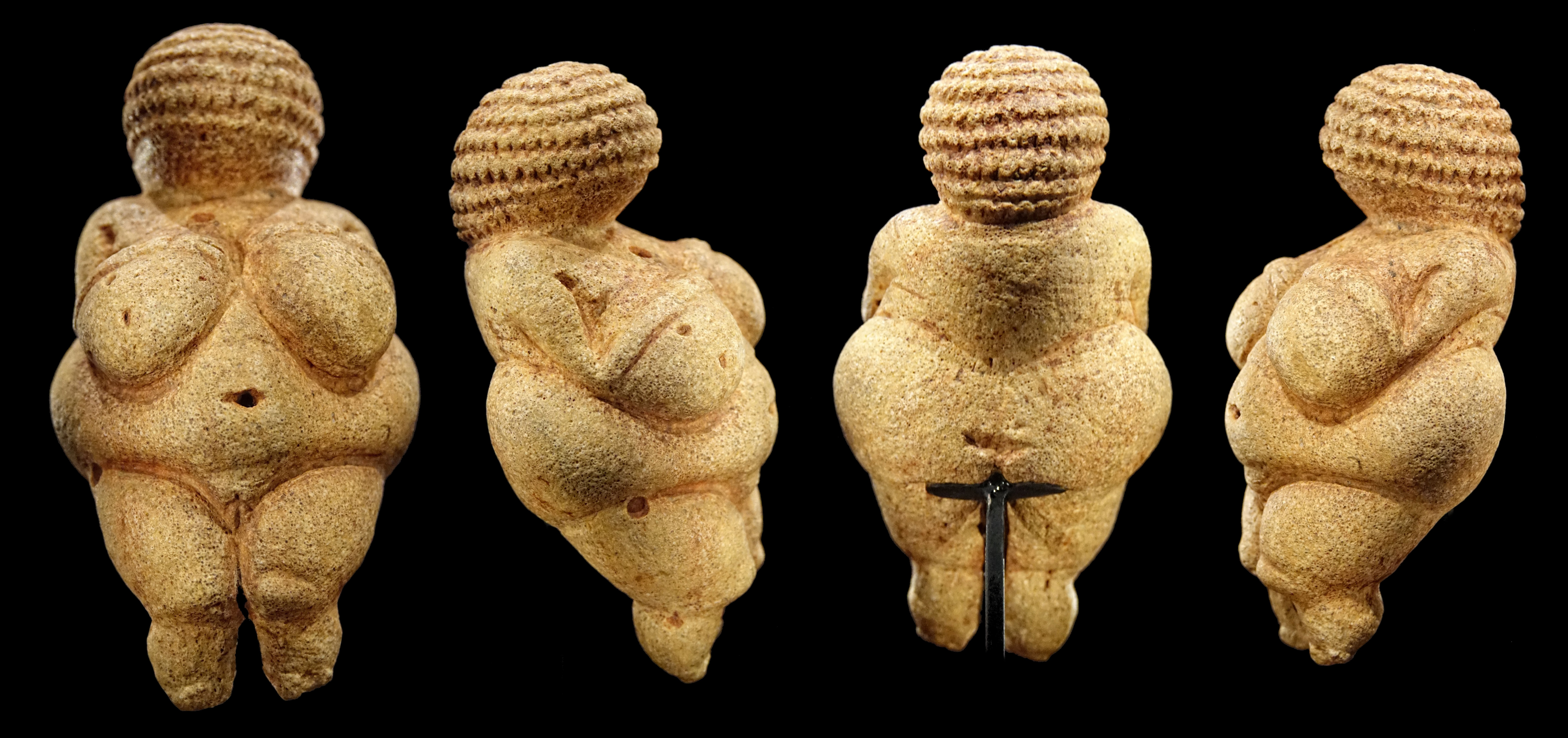
La statuette vue sous quatre angles.

## Contexte archéologique
La statuette a été découverte par Josef Szombathy en collaboration avec Josef Bayer en 1908 sur le site d'une ancienne briqueterie à Willendorf, dans la région de la Wachau, un petit village situé à 24 km de Krems an der Donau sur le Danube (Basse-Autriche). La figure est associée à l'industrie du Gravettien du Paléolithique supérieur. La datation au radiocarbone des couches qui l'entourent indique que la figurine elle-même a été laissée dans le sol il y a environ 30 000 ans avant le présent,.
Le calcaire oolithique dans lequel elle est sculptée, datant du Jurassique, ne se trouve pas dans la région de Willendorf. La comparaison au moyen de tomodensitométrie de ce matériau avec des échantillons issus de divers sites européens conclut que les échantillons de la Vénus sont « statistiquement indiscernables des échantillons provenant d'un site du nord de l'Italie, près du lac de Garde », et très proches d'échantillons provenant d'un site ukrainien situé à 1 600 km de Willendorf. Ce résultat signifie que la statuette, ou du moins le matériau qui la compose, a voyagé sur plusieurs centaines de kilomètres, transporté par des chasseurs-cueilleurs du Gravettien en quête de territoires favorables, possiblement pendant plusieurs années voire sur plusieurs générations,.
Cette statuette fait partie des Vénus paléolithiques, le plus souvent opulentes avec de gros seins, fesses (stéatopyges) et ventre. Ces traits, que l'on retrouve notamment chez la Vénus de Lespugue (Haute-Garonne), réalisée en ivoire, sont souvent interprétés comme des symboles de fécondité.
Une autre figurine, également en ivoire mais dont seule la tête est parvenue jusqu'à nos jours, semble faire exception par sa finesse : il s'agit de la Dame de Brassempouy, découverte dans les Landes.
En 1988, une autre statuette, la Vénus de Galgenberg, datant également de 30 000 ans avant le présent, a été trouvée à Galgenberg, juste au-dessus de Krems.

## Interprétations et symbolique
Différentes significations ont été proposées, toutes délicates à vérifier scientifiquement, :
- déesse mère ;
- « orientation matrilinéaire » : gardienne de la maison et du foyer (« gardienne du feu ») ;
- symbole de la fécondité féminine en rapport avec la grossesse et la maternité, en soulignant les parties génitales féminines ;
- représentation de « l'idéal féminin paléolithique ».

## Aujourd'hui
Début mars 2018, le réseau social Facebook doit faire amende honorable pour avoir censuré une photo de la Vénus de Willendorf, publiée sur son réseau en décembre 2017.

## Philatélie
À l'occasion du centenaire de sa découverte, l'Autriche a émis le 8 août 2008 un timbre-poste hologramme représentant la Vénus de Willendorf de face.
Deux cachets Premier jour furent émis ce jour-là : celui de Vienne représente la Vénus de trois-quarts gauche, celui de Willendorf la représente de dos.
Le 4 mars 2004, l'office des Nations unies à Vienne a émis un bloc-feuillet de 6 timbres à 0,55 € dans la série « Art autochtone ». L'un des timbres et le cachet Premier jour représentent la Vénus de trois-quarts droit.